# Nathan Frazer
Benjamin Timms (Jersey, 23 de julho de 1998) é um lutador profissional inglês. Ele trabalha atualmente para a WWE, onde atua na marca SmackDown sob o nome de ringue Nathan Frazer. Ele é um ex-campeão da Copa Heritage do NXT e foi duas vezes campeão de duplas do NXT, junto com Axiom.

## Carreira na luta livre profissional

### Início de carreira (2018–2020)
Benjamin Timms foi treinado pelos lutadores profissionais Seth Rollins e Marek Brave na Black and Brave Wrestling Academy, nos Estados Unidos. Timms fez sua estreia na luta livre profissional em 2018 sob o nome de ringue Benjamin Carter, atuando em várias promoções independentes e grandes promoções como Impact Wrestling e All Elite Wrestling (AEW).

### All Elite Wrestling (2020)
Em 2020, Timms foi convidado pelo chefe de relações de talento da All Elite Wrestling, Christopher Daniels, para aparecer na promoção. Timms fez sua estreia na AEW em setembro de 2020 no Daily's Place, em Jacksonville, Flórida. Timms, sob seu nome de ringue Ben Carter, enfrentou Ricky Starks em uma derrota no programa Dark. Carter fez sua estreia no Dynamite no combate de abertura do "Late Night Dynamite", perdendo para Scorpio Sky. Carter terminou com um recorde de 1-2 antes de assinar com a WWE no final daquele ano. Em outubro de 2020, foi revelado que Carter não poderia ser pago legalmente pelos seus combates na AEW, devido à falta de um visto de trabalho válido nos Estados Unidos.

### WWE (2020–presente)

#### NXT UK e NXT (2020–2023)
Em 17 de dezembro de 2020, a WWE anunciou que assinou com Timms. Ele foi então designado para a marca NXT UK, onde, no episódio de 7 de janeiro de 2021 do NXT UK, ele fez sua estreia sob o nome de ringue Ben Carter, enfrentando Jordan Devlin pelo Campeonato dos Pesos-Médios do NXT, mas foi derrotado. Depois de derrotar Josh Morell e Sam Gradwell, Carter foi repaginado como Nathan Frazer em 11 de março.
No episódio de 3 de junho do NXT UK, Frazer e Jack Starz se uniram para enfrentar Pretty Deadly (Lewis Howley e Sam Stoker) pelo Campeonato de Duplas do NXT UK mas foram derrotados. Mais tarde, Frazer competiu para se tornar o desafiante nº 1 à Copa Heritage do NXT UK, mas foi derrotado por Teoman na primeira rodada. Posteriormente, Frazer também competiu para se tornar o desafiante nº 1 ao Campeonato do Reino Unido do NXT em 23 de setembro, competindo contra A-Kid e Rampage Brown, onde o primeiro venceu. Em 3 de março de 2022, Frazer fez sua última luta no NXT UK em um combate pelo Campeonato do Reino Unido do NXT, sendo derrotado por Ilja Dragunov.
Em 12 de abril de 2022, foi anunciado que Frazer faria sua estreia no NXT. No Spring Breakin', em 3 de maio, ele estreou derrotando Grayson Waller devido à interferência de Andre Chase. No episódio de 2 de agosto do NXT 2.0, Frazer respondeu ao desafio aberto de Carmelo Hayes pelo Campeonato Norte-Americano do NXT, mas foi derrotado após interferência de Giovanni Vinci. No episódio de 13 de junho de 2023 do NXT, Frazer derrotou Oro Mensah por 2-1, com Mensah lutando em nome de Noam Dar devido a uma lesão de Dar, e conquistou a Copa Heritage do NXT. Frazer perdeu a Copa de volta para Dar 69 dias depois, no NXT: Heatwave

#### Fraxiom (2023–presente)
No final de 2023, Frazer formou uma parceria de dupla com Axiom (e a dupla ficou conhecida como Fraxiom). A dupla venceu o Torneio Eliminador de Duplas do Campeonato de Duplas do NXT de 2024 para enfrentar os campeões de duplas do NXT, The Wolf Dogs (Baron Corbin e Bron Breakker), pelos títulos no NXT Stand & Deliver em 6 de abril de 2024, mas não conseguiu vencer. Em uma revanche no episódio seguinte do NXT, Fraxiom derrotou os Wolf Dogs e se tornaram os novos campeões de duplas do NXT. Mais tarde, Frazer começou a mirar em títulos individuais, para desgosto de Axiom. No episódio de 25 de junho do NXT, Frazer não conseguiu derrotar Tony D'Angelo pela Copa Heritage do NXT. No episódio seguinte do Speed, ele derrotou Akira Tozawa para avançar no torneio para determinar o desafiante número #1 ao Campeonato Speed, mas foi derrotado por Xavier Woods, do The New Day, na final na semana seguinte. Após várias defesas bem-sucedidas do título, no episódio de 13 de agosto do NXT, Andre Chase e Ridge Holland, da Chase University, derrotaram Fraxiom pelo Campeonato de Duplas do NXT, encerrando seu reinado de 126 dias. A dupla recuperou os títulos em uma revanche 19 dias depois, no NXT No Mercy, tornando-se campeões pela segunda vez. Logo depois, Frazer começou a se concentrar novamente em campeonatos individuais. No episódio de 19 de novembro do NXT, Frazer derrotou Eddy Thorpe para se qualificar para o Iron Survivor Challenge no NXT Deadline em 7 de dezembro. No entanto, Frazer não conseguiu vencer o Iron Survivor Challenge, mas Fraxiom conseguiu defender com sucesso o Campeonato de Duplas do NXT contra o No Quarter Catch Crew (Myles Borne e Tavion Heights). No NXT: Roadblock, em 11 de março de 2025, Fraxiom não conseguiu derrotar os campeões mundiais de duplas da TNA, The Hardy Boyz, pelo título. No episódio de 4 de abril do SmackDown, Frazer fez sua estreia no plantel principal, mas perdeu para o estreante Rey Fénix. No NXT Stand & Deliver, em 19 de abril de 2025, Fraxiom perdeu o Campeonato de Duplas do NXT para Hank e Tank (Hank Walker e Tank Ledger) em sua última luta pelo NXT, encerrando seu segundo reinado de 230 dias.
No episódio de 25 de abril do SmackDown, Fraxiom foi promovido para o plantel do SmackDown, onde derrotaram Los Garza (Angel e Berto), do Legado Del Fantasma, em sua primeira luta como equipe no plantel principal.

### Total Nonstop Action Wrestling (2025)
Timms, como Nathan Frazer, junto com o estreante Axiom, retornou à Total Nonstop Action Wrestling (TNA) no Genesis em 19 de janeiro de 2025, durante a luta pelo Campeonato Mundial de Duplas da TNA entre os campeões mundiais de duplas da TNA, The Hardys (Matt Hardy e Jeff Hardy), e The Rascalz (Trey Miguel e Zachary Wentz). Mais tarde naquela noite, foi anunciado que The Rascalz enfrentaria Fraxiom pelo Campeonato de Duplas do NXT no episódio de 23 de janeiro do Impact!. Fraxiom se tornou a primeira dupla de lutadores da WWE a defender um campeonato da WWE na TNA, onde conseguiram reter os títulos após interferência de Wes Lee, Tyriek Igwe e Tyson Dupont.

## Vida pessoal
Em 19 de abril de 2023, Timms tornou-se um cristão nascido de novo, anunciando que havia sido batizado.

## Outras mídias
Como Nathan Frazer, ele fez sua estreia em videogame em WWE 2K23 como conteúdo para download no pacote Bad News U. Ele também aparece como personagem regular nos jogos WWE 2K24 e WWE 2K25.

## Títulos e prêmios
- Pro Wrestling Illustrated
  - PWI o colocou na #165ª posição dos 500 melhores lutadores individuais no PWI 500 em 2023[35]
  - PWI o colocou na #2ª posição no PWI Tag Team 100 em 2024 – com Axiom[36]
- Resolute Wrestling
  - Resolute P4P Championship (1 vez)
  - Resolute Undisputed Championship (2 vezes)
- SCW Pro Wrestling
  - SCW Pro Iowa Wrestling Championship (1 vez)
- WWE
  - Copa Heritage do NXT (1 vez)[37]
  - Campeonato de Duplas do NXT (2 vezes) – com Axiom[38]
  - NXT Tag Team Championship Eliminator Tournament (2024) – com Axiom[39]
  - NXT Year-End Award (1 vez)
    - Dupla do Ano (2024) – com Axiom